# Deuterophysa purpurealis
Deuterophysa purpurealis là một loài bướm đêm trong họ Crambidae.